# Jalapa (Nicaragua)
Jalapa ist eine Stadt und ein Municipio im Departamento Nueva Segovia des mittelamerikanischen Staates Nicaragua. Die Einwohnerzahl lag bei 71.025 (2019).

## Geschichte
Jalapa wurde 1891 unter der Regierung von Präsident Evaristo Carazo Aranda als Gemeinde gegründet.
Jalapa, das an der Grenze zu Honduras liegt, war Ende 1982 und im Dezember 1983 Schauplatz von zwei gescheiterten Versuchen der von der CIA finanzierten Contras, die Stadt zu übernehmen und eine provisorische Regierung zu installieren.

## Wirtschaft
Die Wirtschaft basiert auf der landwirtschaftlichen Produktion von Pflanzen wie Mais und Bohnen sowie Tabak aufgrund ihrer Anpassung an den fruchtbaren Boden des Tals und Kaffee in den Bergen von Dipilto und Jalapa.

## Partnerstädte
- Boulder, Vereinigte Staaten